# Hummelfeld
Hummelfeld (en danois: Hummelmark) est une municipalité allemande située dans le land du Schleswig-Holstein et dans l'arrondissement de Rendsburg-Eckernförde. En 2015, sa population est de 296 habitants.